# Sebacina helvelloides
Sebacina helvelloides är en svampart som tillhör divisionen basidiesvampar, och som först beskrevs av Schwein. och Fr., och fick sitt nu gällande namn av Burt. Sebacina helvelloides ingår i släktet Sebacina, och familjen Exidiaceae. Arten har ej påträffats i Sverige.